# 鄭元杰
鄭元杰（？—？），浙江人，清朝官員。

## 生平
鄭元杰於1852年（道光32年）接替管裕疇，於台灣擔任台灣府台灣縣知縣。管轄約今台灣南部之嘉義縣、嘉義市、台南縣、市全境及高雄縣部份區域。該區域面積約為4500平方公里，也是清治時期台灣島之漢人集中地所在。
1862年，他則再度前往台灣，出任台灣府淡水撫民同知，他於1865年卸任之後，又於1875年重回台灣擔任該職。不過因為「延不獲犯」，於1878年遭革職查辦。

## 家庭
一弟鄭榮，表字子開，擅長草書書法，同治朝出任大甲守備，曾參與第二次大甲土城戰役、第三次大甲土城戰役，後因功累升至鹿港水師游擊。